# The Danger Game
Pour plus de détails, voir Fiche technique et Distribution.
The Danger Game est un film muet américain réalisé par Harry A. Pollard, sorti en 1918.

## Fiche technique
- Réalisation : Harry A. Pollard
- Scénario : Roy Somerville
- Directeur de la photographie : William Fildew
- Direction artistique : Hugo Ballin
- Date de sortie: 21 avril 1918
- Production : Universal Pictures
- Durée : 50 minutes

## Distribution
- Madge Kennedy : Clytie Rogers
- Tom Moore : Jimmy Gilpin
- Paul Doucet : LeRoy Hunter
- Ned Burton : William Rogers
- Mabel Ballin : May Wentworth
- Kate Blancke : Mrs. Rogers